# Jacques Chaumelle
Jacques Chaumelle, né le 24 juillet 1931 à Paris et mort le 8 juillet 2013 dans la même ville,, est un auteur-compositeur français.

## Biographie
Il a écrit pour Jean-Claude Pascal (Adieu la fête, adieu la nuit, 1963), puis pour Richard Anthony (Les garçons pleurent) en 1964, ainsi que pour Noël Deschamps et Eddy Mitchell (J'avais deux amis) en 1965.
IL est connu pour avoir collaboré à de nombreuses chansons avec Bernard Kesslair au milieu des années 60, en particulier Même si tu revenais cosigné et interprété par Claude François, Et merci quand même interprété par Mireille Mathieu ainsi que Ce soir je t'attendais, interprété par Michèle Torr lors de l'Eurovision 1966.